# Olympiastützpunkt Westfalen

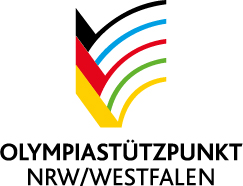

Der Olympiastützpunkt NRW/Westfalen im Landessportbund Nordrhein-Westfalen e. V.  ist eine sportartübergreifende Betreuungs- und Serviceeinrichtung des Spitzensports für Bundeskaderathleten und herausragende Landeskader sowie deren Trainern.

## Geschichte
Der heutige Olympiastützpunkt NRW/Westfalen ging 1994 aus der Fusion der bis dahin agierenden Olympiastützpunkte Ruhr-Ost und Warendorf Münsterland hervor.
Zur Realisierung einer umfassenden und daraus resultierenden finanziell aufwendigen Trainingsbegleitung aller olympischen Sportarten wurden 1987 in Ballungsgebieten an einigen Standorten mit guter Sportstätteninfrastruktur bzw. mit anerkannten sportwissenschaftlichen Einrichtungen die ersten sogenannten Olympiastützpunkte gegründet.
Ihre Hauptaufgabe liegt bis heute in der Sicherstellung einer qualitativ hochwertigen komplexen sportmedizinischen, physiotherapeutischen, trainings- und bewegungswissenschaftlichen, sozialen, psychologischen und ernährungswissenschaftlichen Betreuung, insbesondere für die Olympiavorbereitung des Top-Teams im täglichen Training bzw. bei zentralen Maßnahmen der Spitzenverbände.
Seit dem 1. Januar 2019 ist nun die Trägerschaft aller drei Olympiastützpunkte in NRW (Westfalen, Rhein-Ruhr und Rheinland) an den Landessportbund NRW übergegangen. Die Firmierung des Olympiastützpunktes in Dortmund lautet nun „Olympiastützpunkt NRW/Westfalen im Landessportbund NRW e.V.“.
Leiter des OSP Westfalen ist Thomas Friedhoff.

## Gliederung und Struktur

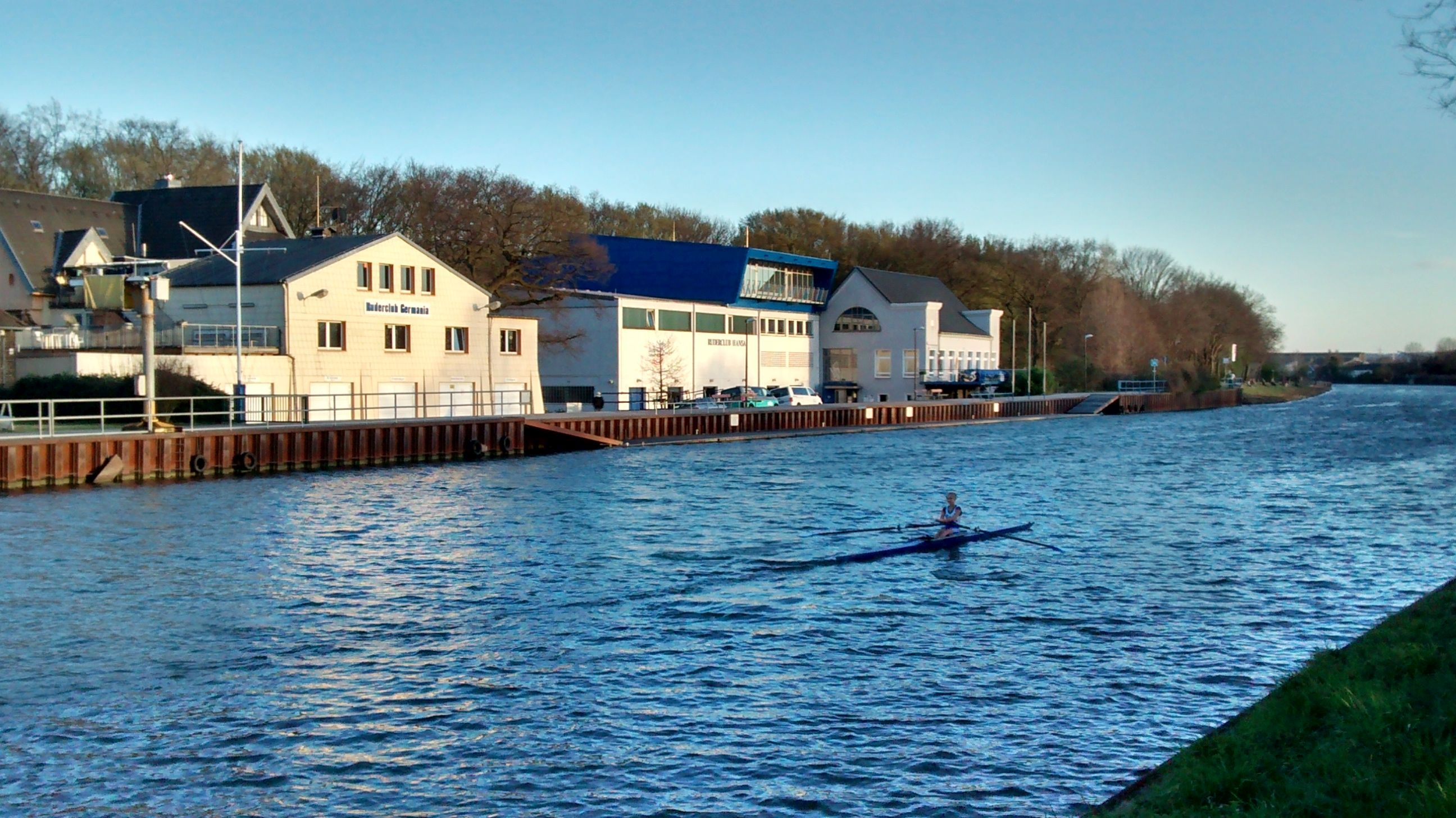
Der Bundesstützpunkt Rudern als Teil des Olympiastützpunkts Westfalen in Dortmund

### Standorte
Die Zentrale des drittgrößten deutschen Olympiastützpunkts liegt in der Strobelallee 60A in Dortmund in unmittelbarer Nähe zum Signal Iduna Park. Weitere Sportzentren bestehen mit dem Eissportzentrum Westfalen, dem Ruderleistungszentrum, dem Schützenleistungszentrum und der Helmut-Körnig-Halle. Neben der Zentrale und den Sportzentren in Dortmund verfügt der Olympiastützpunkt über Teilbereiche in Bochum, Kamen, Warendorf, Münster und Winterberg.

### Sportarten und Schwerpunkte
Der OSP NRW/Westfalen betreut Kaderathleten in den Kategorien Olympiakader (OK), Perspektivkader (PK), Ergänzungskader (EK), Nachwuchskader 1 (NK1), Nachwuchskader 2 (NK2) und dem Landeskader (LK).
Insgesamt sind 28 Sportarten über den Standort abgedeckt. Dazu zählen Baseball/Softball, Beachvolleyball, Biathlon, Bobsport, Boxsport, Eishockey, Eiskunstlauf, Fußball, Gewichtheben, Kanusport, Leichtathletik, Radsport, Reitsport, Rennrodeln, Rhythmische Sportgymnastik, Ringen, Rudern, Schwimmen, Skeleton, Skisport, Sportschießen, Synchronschwimmen, Taekwondo, Triathlon, Turnen, Wasserball und Volleyball.
Hinzukommen noch acht paralympische Disziplinen. Dazu zählen Para Leichtathletik, Para Radsport, Para Reitsport, Para Schwimmen, Para Tischtennis, Para Triathlon, Rollstuhlbasketball und Rollstuhltennis.

### Aufgaben
Der OSP NRW/Westfalen bietet Spitzensportlern und deren Trainern, Vereinen und Verbänden eine umfassende persönliche Betreuung und Beratung auf höchstem Niveau.
Im Focus stehen dabei die Bereiche Gesundheitsmanagement (Medizin, Physiotherapie, Rehabilitationstraining), Leistungsoptimierung (Physiologische, biomechanische und visuelle Leistungsdiagnostik, Ernährungsberatung, Sportpsychologie) sowie die Laufbahnberatung/Duale Karriereplanung.
Das Eintreten für einen humanen, manipulationsfreien und fairen Leistungssport ist Basis aller Dienstleistungen, die Spitzensportlern olympischer und paralympischer Sportarten gleichermaßen angeboten werden.

### Eliteschule des Sports
Das Sportinternat Winterberg, das Private Aufbaugymnasium Iserlohn,  das Sportinternat Klaus-Steilmann Haus in Bochum, das Sportinternat Dortmund an der WIHOGA, das Sportinternat FC Gelsenkirchen-Schalke 04 e. V., das FLVW-Mädcheninternat in Kamen, das Sportinternat Paderborn, Sportinternat Münster und die Partnerschulen Märkische Schule Wattenscheid, die Pestalozzi-Realschule Wattenscheid, die Hellweg-Schule Bochum, die Maria Sibylla Merian-Gesamtschule Bochum sowie das Geschwister-Scholl-Gymnasium Winterberg sind an den Olympiastützpunkt NRW/Westfalen angebunden. In Bochum-Wattenscheid und Winterberg ist der NRW OSP/Westfalen in die Betreuung der dortigen Eliteschulen eingebunden. Gleiches gilt für die NRW-Sportschulen in Dortmund und Münster.